# Nomis
Nomis is een geslacht van vlinders (nachtvlinders) van de familie van de grasmotten (Crambidae), uit de onderfamilie Pyraustinae. Dit geslacht is in 1861 voor het eerst beschreven door Viktor Ivanovitsj Motsjoelski.

## Soorten
- Nomis albopedalis Motschulsky, 1861
- Nomis baibarensis (Shibuya, 1928)
- Nomis brunnealis Munroe & Mutuura, 1968
- Nomis tessellalis Motschulsky, 1861